# Resolució 161 del Consell de Seguretat de les Nacions Unides
La Resolució 161 del Consell de Seguretat de les Nacions Unides, aprovada el 21 de febrer de 1961, després de notar els assassinats de Patrice Lumumba, Maurice Mpolo i Joseph Okito i un informe del Representant Especial del Secretari General de les Nacions Unides, el Consell va instar a l'ONU a prendre immediatament mesures per evitar l'aparició de guerra civil al Congo, fins i tot l'ús de la força si calgués. El Consell també va instar la retirada de tots els belgues i altres militars estrangers, paramilitars i mercenaris no de l'ONU i va demanar a tots els estats que prenguessin mesures per denegar el transport i altres instal·lacions de tal personal que es traslladés al Congo. El Consell també va decidir que iniciaria una investigació sobre la mort del Sr. Lumumba i els seus col·legues prometent el càstig dels autors.
La resolució va ser aprovada per nou vots contra cap; França i la Unió Soviètica es van abstenir.